# برونگشو
برونگشو (به لهستانی:  Broniszew) یک روستا در لهستان است که در گمینا پرومنا واقع شده‌است.